# Your Name (álbum)
Your Name (Japonés: 君の名は; Hepburn: Kimi no Na wa.?)   es el séptimo álbum de estudio de la agrupación de rock japonesa Radwimps que fue lanzado el 24 de agosto de 2016 en plataformas digitales como parte de la banda sonora de la película de animación japonesa Your Name, escrita y dirigida por Makoto Shinkai. Debutó en el N° 1 en la clasificación semanal de álbumes de Oricon el 5 de septiembre de 2016, con 58,000 copias vendidas. Recibió una certificación de álbum de oro de descarga digital de la Asociación de la Industria de Grabación de Japón por ventas de 100,000. El álbum también se ubicó en la cartelera de los Estados Unidos alcanzando la posición  16 en el Billboard Heatseekers Albums, la posición 15 en el Billboard Soundtracks Albums y la posición número 2 en la lista de Billboard World Albums. Las pistas vocales fueron regrabadas en inglés y estuvieron disponibles digitalmente el 27 de enero de 2017, con un lanzamiento en CD el 10 de marzo de 2017.

## Listado de pistas
| N.º     | Título                                                     | Música      | Duración |  |
| 1.      | «Yume Tōrō (Japonés: 夢灯籠, "Dream Lantern"?)»            | Yojiro Noda | 2:09     |  |
| 2.      | «Mitsuha no Tsūgaku (Japonés: 三葉の通学, "School Road"?)» | Yojiro Noda | 1:07     |  |
| 3.      | «Aadaakoodaa»                                              |             | 3:07     |  |
| 4.      | «One Spring Day»                                           |             | 5:37     |  |
| 5.      | «Zenzenzense » (versión original.)                         |             | 4:02     |  |
| 6.      | «'I' Novel»                                                |             | 5:58     |  |
| 7.      | «Listen To It When It's Raining»                           |             | 5:41     |  |
| 8.      | «Weekly Shounen Jump»                                      |             | 5:51     |  |
| 9.      | «Stick Figure»                                             |             | 4:43     |  |
| 10.     | «Kigou To Shite»                                           |             | 5:15     |  |
| 11.     | «Human Shaped Constellation»                               |             | 4:21     |  |
| 12.     | «Sparkle» (versión original.)                              |             | 6:50     |  |
| 13.     | «Bring me the morning»                                     |             | 0:55     |  |
| 14.     | «O&O»                                                      |             | 4:38     |  |
| 15.     | «Confession»                                               |             | 6:41     |  |
| 16.     | «Katawaredoki (Japonés: かたわれ時 ?)»                     |             |          |  |
| 17.     | «Supākuru (Japonés: スパークル, "Sparkle"?)»               |             |          |  |
| 18.     | «Dēto 2 (Japonés: デート2, "Date 2"?)»                     |             |          |  |
| 19.     | «Nandemonaiya (Japonés: なんでもないや, (movie edit)?)»    |             |          |  |
| 20.     | «Nandemonaiya (Japonés: なんでもないや, (movie version)?)» |             |          |  |
| 1:12:05 |                                                            |             |          |  |